# Mount Morrison (Viktorialand)
Mount Morrison ist ein 1895 m hoher Berg im ostantarktischen Viktorialand. Er ragt zwischen dem Midship-Gletscher und dem Kopfende des Cleveland-Gletschers in den Prince Albert Mountains auf.
Entdeckt wurde er von Teilnehmern der britischen Discovery-Expedition (1901–1904), die ihn nach John Donald Morrison (* 1873) benannten, Offizier des Rettungsschiffs Morning bei dieser Forschungsreise.